# Светозарский, Алексей Константинович
Алексе́й Константи́нович Светоза́рский (род. 25 февраля 1963) — российский историк, кандидат богословия, профессор, заведующий кафедрой церковной истории Московской духовной академии. Один из авторов «Большой Российской энциклопедии» и энциклопедического справочника «Русская Православная Церковь. Монастыри».

## Биография
С 1980 по 1985 год учился на филологическом факультете МГУ. С 1988 года — сотрудник отдела рукописей Российской государственной библиотеки. 1 сентября 1990 года утверждён в должности преподавателя Московской духовной академии (МДА). Экстерном окончил Московскую духовную семинарию (1992) и Московскую духовную академию (1997). В 1998 году защитил диссертацию на соискание степени кандидата богословия на тему «Московский храм святителя Николая в Хамовниках. Опыт церковно-археологического исследования». С 2000 года доцент. С 2004 года является заведующим кафедрой церковной истории. Преподавательскую деятельность Светозарский ведет не только в МДА, но и в Сретенской духовной семинарии.
14 октября 2005 года на торжественном акте ему было присуждено звание профессора МДА.
Больше двадцати лет Алексей Светозарский исследует жизнь и деятельность митрополита Вениамина (Федченкова). Ему принадлежит исследование о жизни владыки Вениамина, а также работы, связанные с именами таких подвижников церкви XX века, как старец Зосимовой пустыни схиигумен Гавриил (Гомзин), иеросхимонах Сампсон (Сиверс) и др.
В 2001 году Светозарский создал цикл телевизионных программ о храмах Москвы, который получил название «Сорок сороков». С 2004 года сотрудничает с информационным агентством РПЦ, комментируя трансляции патриарших богослужений в храме Христа Спасителя на Рождество Христово и Пасху (годы чередуются с Н. И. Державиным) для телеканалов «Россия-1», «Спас» и Первого канала; в декабре 2008 года комментировал трансляцию заупокойной литургии по патриарху Алексию II.
Алексей Светозарский является главным редактором выпускающегося с 2019 года научного журнала Московской духовной академии «Церковный историк».
С 8 декабря 2020 года является членом комиссии Межсоборного присутствия по богословию и богословскому образованию.
Светозарский имеет награды Русской православной церкви: орден Преподобного Сергия Радонежского III степени (2003), орден Святителя Макария, митрополита Московского III степени (2008) и орден Святого благоверного князя Даниила Московского III степени (2013), медаль Московской духовной академии святителя Филарета, митрополита Московского III степени (2018).